# Tabor Mały
Tabor Mały (cz. Malý Tábor) – wieś w Polsce położona w województwie wielkopolskim, w powiecie kępińskim, w gminie Bralin.
Osada została założona w roku 1749 przez emigrantów czeskich, przybyłych głównie z Ziębic.
W latach 1975–1998 miejscowość administracyjnie należała do województwa kaliskiego. Mieszka tu około 190 mieszkańców. 
Zobacz też: Tabor, Tabor Wielki, Tabory, Tabory-Rzym, Taborzec